# Villa Frei (estación)
Villa Frei es una estación ferroviaria que forma parte de la red del Metro de Santiago de Chile. Se encuentra subterránea, entre las estaciones Chile España y Plaza Egaña de la  Línea 3.

## Características y entorno
Está ubicada en la intersección de la Avenida Irarrázaval con la Avenida Ramón Cruz Montt, en la esquina nororiente del parque del mismo nombre, en la comuna de Ñuñoa. Al sur se encuentra la Villa Presidente Frei, el Colegio Eduardo Frei Montalva, el Liceo Augusto D'Halmar y al norte el Colegio La Fontaine.
La estación tiene un flujo de pasajeros medio-bajo debido a su entorno eminentemente residencial.

### Accesos
| Acceso | Intersección                             |
| ------ | ---------------------------------------- |
| A      | Av. Irarrázaval con Av. Ramón Cruz Montt |

## Origen etimológico
La estación se encuentra cercana a la Villa Presidente Frei, un conjunto habitacional inaugurado durante el gobierno de Eduardo Frei Montalva en el año 1968 y que posteriormente fue declarada Zona Típica en el año 2015. El pictograma de la estación representa el diseño característico de las escaleras que poseen los edificios de la Villa Frei junto con un grupo de árboles, los cuales representan al Parque Ramón Cruz.
Inicialmente la estación iba a ser llamada «Diagonal Oriente» debido a su localización en la esquina de dicha calle.

## Galería

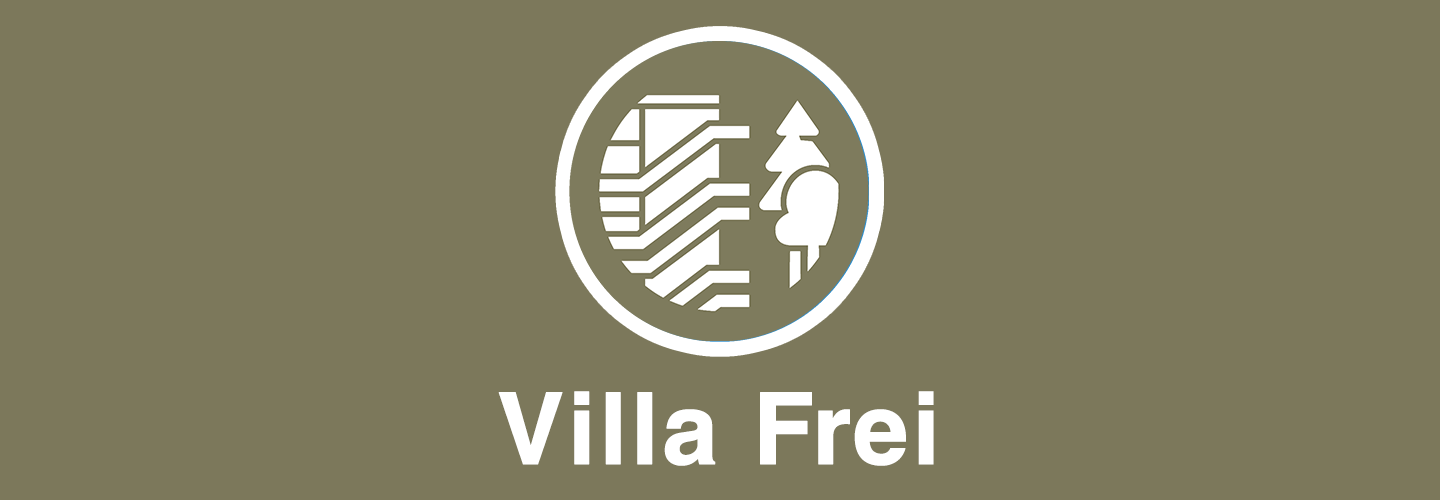
Cenefa utilizada actualmente en los andenes.
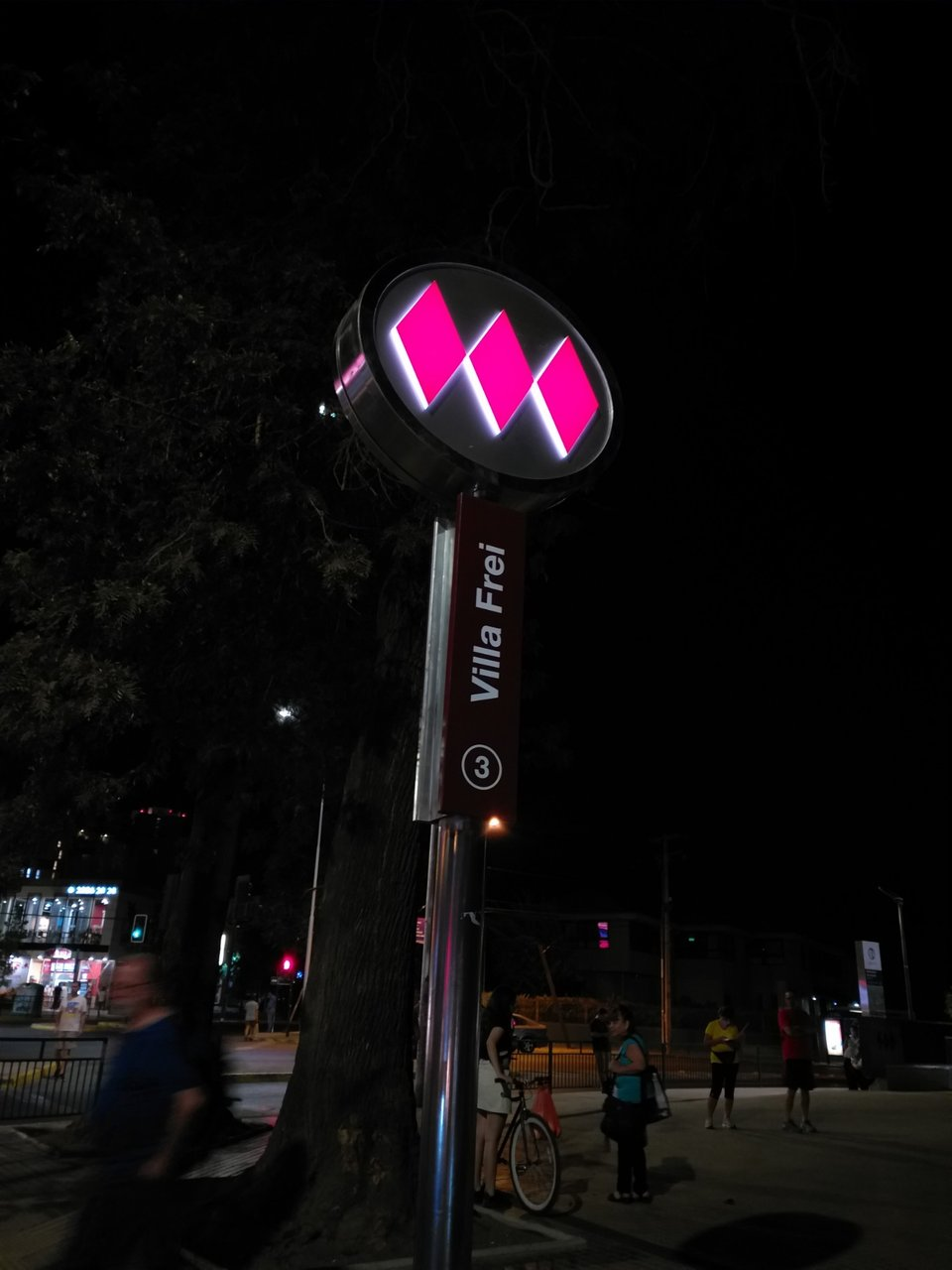
Tótem con el nombre de la estación.
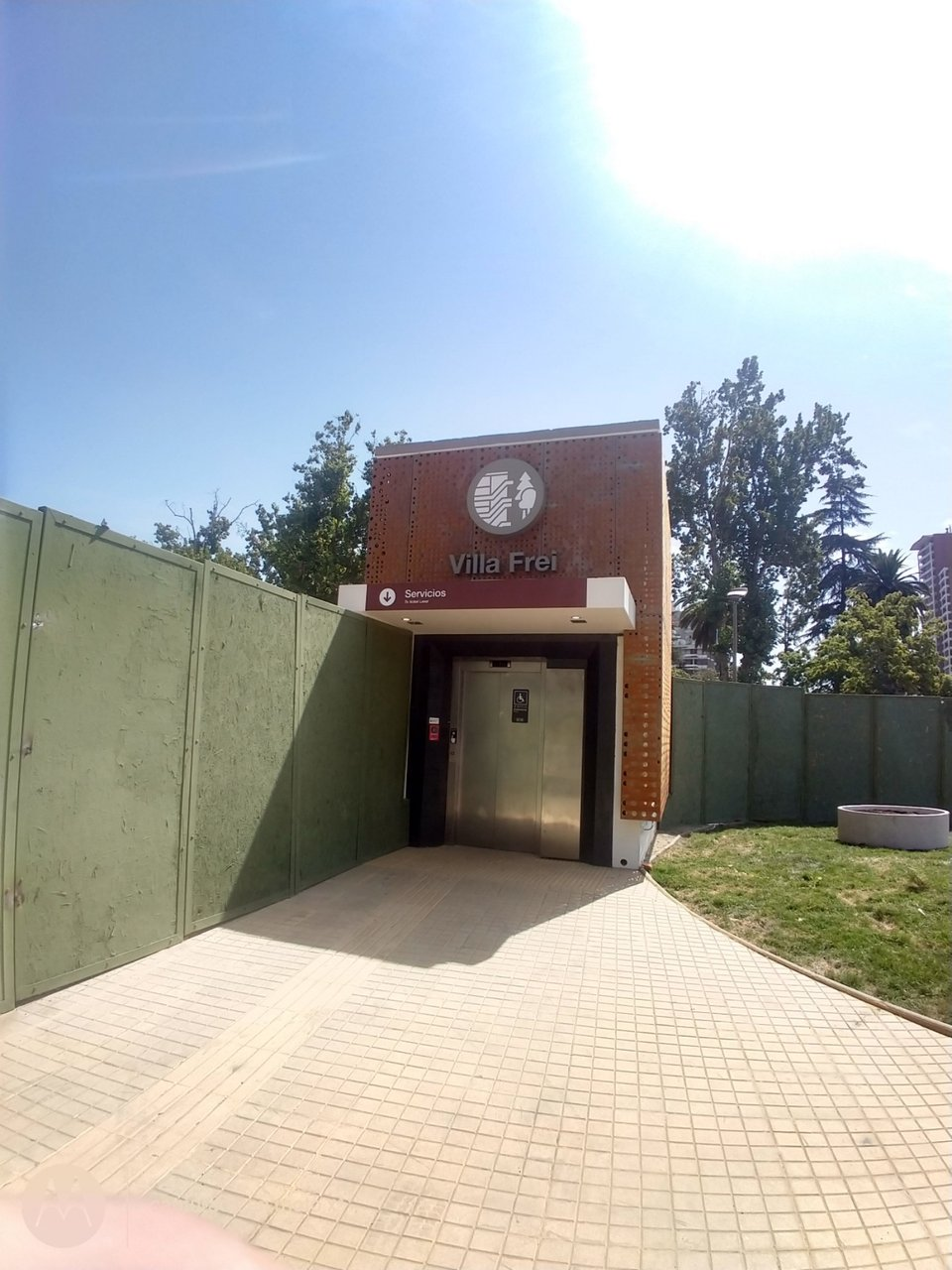
Ascensor ubicado en el ingreso de la estación, por Av. Ramón Cruz.
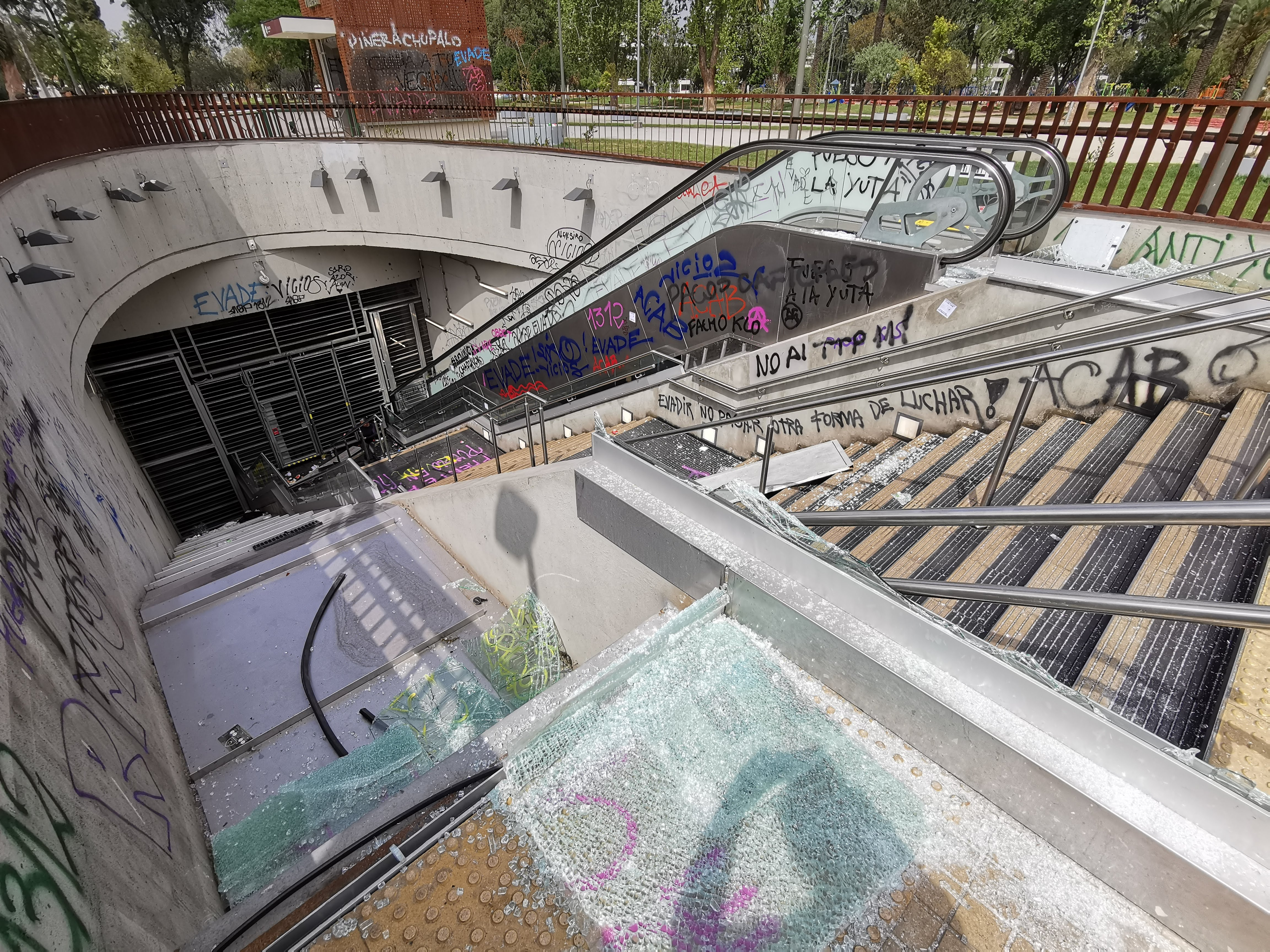
Acceso a la estación, vandalizado durante las protestas en Chile de 2019.

## Conexión con Red Metropolitana de Movilidad
La estación posee 4 paraderos de la Red Metropolitana de Movilidad en sus alrededores, los cuales corresponden a:
| Paradero/ Código                    | Recorridos |
| ----------------------------------- | --- |
| Parada 1 / Metro Villa Frei (PD342) | 227 (La Reina) - 403 (La Reina) - 422 (La Reina) - 505 (Peñalolén) - 513 (José Arrieta) - 514 (San Luis de Macul) - 514c (San Luis de Macul) - D03 (Las Parcelas)                                       |
| Parada 2 / Metro Villa Frei (PD313) | 227 (Portal Oeste) - 403 (Metro Santa Ana) - 422 (Población Teniente Merino) - 505 (Cerro Navia) - 513 (El Montijo) - 514 (Enea) - 514c (Metro Salvador) - D03 (Metro Toesca) - D16 (San Luis De Macul) |
| Parada 3 / Metro Villa Frei (PD816) | D09 (Diagonal Las Torres) |
| Parada 4 / Metro Villa Frei (PD312) | D16 (Metro Francisco Bilbao) |